# Arizona State Route 188
Arizona State Route 188 ist ein Highway im US-Bundesstaat Arizona, der in Nord-Süd-Richtung verläuft.
Der Highway beginnt am U.S. Highway 60 in Claypool westlich von Globe und endet südlich von Rye an der Arizona State Route 87. Am Roosevelt Dam trifft er auf die Arizona State Route 88. Zwischen Claypool und dem Roosevelt Dam trifft er auf die Arizona State Route 288, die nach Forest Lakes und Young führt. Der Abschnitt vom Roosevelt bis Claypool wird heute noch Old Highway 88 genannt, da die State Route 88 früher bis Claypool führte.